# Anthrenus munroi
Anthrenus munroi là một loài bọ cánh cứng được tìm thấy ở châu Âu, Cận Đông và Bắc Phi. Ở châu Âu, it được tìm thấy ở Bulgaria, Corse, mainland Pháp, and Ukraina.